# Acronychia baeuerlenii
Acronychia baeuerlenii, es una rara especie de arbusto o pequeño árbol que crece en las regiones orientales de Australia. Se encuentra entre Richmond River, New South Wales y el Parque nacional Lamington justo en la frontera del estado de Queensland.

## Hábitat
Es una planta de sotobosque en el bosque templado cálido, o de vez en cuando en la selva subtropical más rica en suelos aluviales o de basalto, se encuentra a una altitud de hasta 800 metros sobre el nivel del mar.

## Descripción
Alcanza un tamaño de alrededor de 9 metros de altura y un diámetro de tallo de 20 cm, con una corona de hojas verdes brillantes. El tronco es liso, negro, cilíndrico y torcido. Las ramillas suaves y de color verde, girando a gris.
Las hojas son opuestas en el tallo, no dentadas, de color verde brillante con un tacto parecido al papel. Son elípticas a oblongo-elípticas,  con una punta redondeada. Puntos de aceite se distinguen con una lupa de mano, teniendo una distancia entre sí de dos a cuatro diámetros. Las hojas miden 6-11 cm de largo, y de 2 a 4 cm de ancho. Pecíolo 8-18 mm de largo.
Las flores blancas o de color crema aparecen en cimas entre octubre y febrero. El fruto en forma de drupa madura entre marzo y mayo.  Contiene entre una y dos semillas de color negro pegajoso en cada celda, de 3 a 5 mm de largo. La germinación de la semilla es lenta y difícil.

## Taxonomía
Acronychia baeuerlenii fue descrita por Thomas Gordon Hartley y publicado en Journal of the Arnold Arboretum 55: 491, en el año 1974.
Etimología
Acronychia: nombre genérico que deriva de las palabras griegas akros (punta) y ónix (garra), en referencia a los pétalos, que normalmente están conectados adaxialmente en el ápice.
baeuerlenii: epíteto latíno que significa "un tanto agria"